# 6324 Кейонума
6324 Кейонума (6324 Kejonuma) — астероїд головного поясу, відкритий 23 лютого 1991 року.
Тіссеранів параметр щодо Юпітера — 3,408.